# Talisay (Batangas)
Talisay è una municipalità di quarta classe delle Filippine, situata nella Provincia di Batangas, nella Regione del Calabarzon.
Talisay è formata da 21 baranggay:
- Aya
- Balas
- Banga
- Buco
- Caloocan
- Leynes
- Miranda
- Poblacion Barangay 1
- Poblacion Barangay 2
- Poblacion Barangay 3
- Poblacion Barangay 4
- Poblacion Barangay 5
- Poblacion Barangay 6
- Poblacion Barangay 7
- Poblacion Barangay 8
- Quiling
- Sampaloc
- San Guillermo
- Santa Maria
- Tranca
- Tumaway